# Ebrechtella sufflava
Ebrechtella sufflava är en spindelart som först beskrevs av O. Pickard-Cambridge 1885.  Ebrechtella sufflava ingår i släktet Ebrechtella och familjen krabbspindlar. Inga underarter finns listade i Catalogue of Life.